# Mybet
Die mybet Holding SE war ein börsennotiertes deutsches Unternehmen, das ein Online-Casino betrieb. Nach dessen Insolvenz wird die gleichnamige Website von einem maltesischen Unternehmen weiterbetrieben.

## Geschichte
Im Mai 2012 hielt Mybet eine Lizenz für die Veranstaltung und den Vertrieb von Online-Sportwetten in Schleswig-Holstein. Eine entsprechende Genehmigung für Casino-Spiele wurde Mybet vom schleswig-holsteinischen Innenministerium im Dezember 2012 erteilt.
Die Aktie des Unternehmens wurde am 19. Juli 2018 an der Frankfurter Börse zum Handel im regulierten Markt zugelassen.
Am 1. Oktober 2018 wurde ein Insolvenzverfahren eröffnet. Nach der Auflösung des Unternehmens wurde die Website vom maltesischen Unternehmens Rhinoceros Ltd. weiterbetrieben.

## Sponsoring
Vor der Insolvenz im Jahr 2018 sponserte bzw. unterstützte Mybet Profivereine der 1. und 2. Fußballbundesliga (2012–2015 Fortuna Düsseldorf, 2012–2014 SpVgg Greuther Fürth, 2012–2014 Eintracht Braunschweig). Bei der Bundesliga-Spielzeit 2017/18 war Mybet offizieller Co-Sponsor von Borussia Mönchengladbach.